# HD167356
HD167356 — хімічно пекулярна зоря спектрального класу A1, що має видиму зоряну величину в смузі V приблизно  6,1.
Вона  розташована на відстані близько 3929,6 світлових років від Сонця
й віддаляється від нас зі швидкістю близько 2км/сек.

## Фізичні характеристики
Зоря HD167356 обертається порівняно повільно навколо своєї осі. Проєкція її екваторіальної швидкості на промінь зору становить  Vsin(i)= 33км/сек.
Телескоп Гіппаркос зареєстрував фотометричну змінність  даної зорі з періодом    2,36 доби в межах від  Hmin= 6,13 до  Hmax= 6,08.

## Пекулярний хімічний склад
Зоряна атмосфера HD167356 має підвищений вміст 
Si
.